# Список военно-морских флагов Российской империи
На этой странице представлен список военно-морских флагов Российской империи.
В графе «Год» приведены даты утверждения флагов по старому стилю.

## Флаги царственных особ
| Флаг                  | Год                                                                                    | Наименование                                                                         | Примечание |
| --------------------- | -------------------------------------------------------------------------------------- | ------------------------------------------------------------------------------------ | --- |
|                       | 1703—1720                                                                              | Штандарт                                                                             | Впервые поднят на фрегате «Штандарт», до 1709 года орёл иногда изображался жёлтым на белом полотнище |
|                       | 13.01.1720 — 12.06.1842                                                                | Штандарт Государя Императора (судовой)                                               | По Уставу 1797 года предусматривалось поднимать не только на грот-стеньгах парусных судов и на носу шлюпок, но и на кормовом флагштоке |
|                       | 12.06.1842 — 7(12).07.1858                                                             |                                                                                      | |
|                       | 13.01.1720 — 25.02.1797                                                                | Штандарт галерный                                                                    | |
|                       | 12.07.1858 — 16.12.1917                                                                | Штандарт Его Императорского Величества Государя Императора (судовой)                 | 7 июля 1858 года было сделано и высочайше утверждено новое изображение герба для судового штандарта (по старому описанию). Новый рисунок императорского судового штандарта разослан Приказом Генерал-адмирала по морскому ведомству № 65 от 12 июля 1858 года (ПСЗРИ, собр. II,1860). |
|                       | 12.07.1858 — 09.03.1870                                                                | Штандарт Её Императорского Величества Государыни Императрицы                         | |
|                       | 9.03.1870 — 16.12.1917                                                                 | Штандарт Её Императорского Величества Государыни Императрицы                         | |
|                       | 1797 — 7.09.1827                                                                       | Кейзер-флаг генерал-адмирала — наследника престола                                   | Поднимался на грот-стеньг-флагштоке |
| 7.09.1827 — 9.03.1870 | Кейзер-флаг любого наследника престола, независимо от флотской должности               |                                                                                      | Поднимался на грот-стеньг-флагштоке |
|                       | 1797 — 7.09.1827                                                                       | Кормовой и шлюпочный флаг наследника престола, который носит звание генерал-адмирала | На корабле поднимался на корме одновременно сo стеньговым кейзер-флагом наследника престола. На шлюпе — на носу. |
|                       | 7.09.1827 — 24.11.1848                                                                 | Кормовой и шлюпочный флаг наследника престола, который носит звание генерал-адмирала | На корабле поднимался на корме одновременно сo стеньговым кейзер-флагом наследника престола. На шлюпе — на носу. |
| 24.11.1848 — 1853     | Стеньговый и шлюпочный флаг наследника престола, который носит звание генерал-адмирала | Поднимался на шлюпе (катере) — на носу.                                              | |
|                       | Стеньговый и шлюпочный флаг наследника престола, который носит звание генерал-адмирала | Поднимался на шлюпе (катере) — на носу.                                              | с 1853 |
|                       | 9.03.1870 — 1917                                                                       | Штандарт наследника престола                                                         | |
|                       | 7.09.1827 — 1850-е гг.                                                                 | Штандарт великих великих князей, княгинь и княжон                                    | |
|                       | с 1850-е гг.                                                                           | Штандарт великих князей                                                              | |
|                       | 9.03.1870 — 1917                                                                       | Штандарт великих княгинь и великих княжон                                            | |

## Основные флаги
| Флаг                            | Год | Наименование                                                                   | Примечание |
| ------------------------------- | --- | ------------------------------------------------------------------------------ | --- |
|                                 | 1701 — 16.12.1917 | Гюйс (гиус, гуис)                                                              | Первоначально поднимался на бушприте корабля на специальном флагштоке (гюйс-шток), позднее — на носу корабля как на стоянке, так и в море, на ходу (до 1820 г.), позднее — только на стоянке одновременно с кормовым флагом, обычно с 8 утра и до вечерней «зари» |
| 1704—1913                       | Крепостной флаг морских (приморских) крепостей | Поднимался на крепостном флагштоке                                             | |
| 1712 — 9.03.1870                | Кейзер(с)-флаг | Поднимался на грот-мачте, обозначал присутствие на борту великих князей        | |
| 1721—1917                       | Флаг генерал-адмирала | Поднимался на грот-стеньге и на носу шлюпки                                    | |
| 15.12.1873 — 16.12.1917         | Флаг комендантов Кронштадтской, Выборгской, Свеаборгской, Динамандской, Керченской, Николаевской и Севастопольской крепостей                                   | Поднимался на кормовом флагштоке гребных судов                                 | |
| 04.11.1893 — 16.12.1917         | Флаг коменданта Очаковской приморской крепости | Поднимался на кормовом флагштоке гребных судов                                 | |
|                                 | 07.12.1913 — 16.12.1917 | Крепостной флаг                                                                | |
|                                 | 13.01.1720 — 25.02.1797 | Кейзер(с)-флаг галерный                                                        | |
|                                 | 13.01.1720 — 25.02.1797 | Первый адмиральский флаг                                                       | |
| 25.02.1797 — 12.07.1865         | Флаг старшего адмирала (командующего 1-й дивизией) |                                                                                | |
| 12.07.1865 — не позднее 1901 г. | Кормовой военный флаг |                                                                                | |
| не позднее 1901 г. — 16.12.1917 | Военный флаг |                                                                                | |
| 16.03.1870 — 16.12.1917         | Стеньговый флаг адмирала |                                                                                | |
|                                 | 13.01.1720 — 25.02.1797 | Первый адмиральский галерный флаг                                              | |
| 03.11.1765 — 11.08.1831         | Галерный флаг |                                                                                | |
| 11.08.1831 — 12.07.1865         | Флаг для гребного флота |                                                                                | |
| 12.05.1903 — 16.12.1917         | Флаг катера лейб-гвардии Семёновского полка |                                                                                | |
|                                 | 05.06.1819 — 16.12.1917 | Георгиевский стеньговый флаг адмирала                                          | |
|                                 | 16.03.1870 — 16.12.1917 | Стеньговый флаг вице-адмирала                                                  | 25.02.1797 — 12.07.1865 Шлюпочный флаг вице-адмирала 1-й дивизии (см. ниже) |
|                                 | 16.03.1870 — 16.12.1917 | Георгиевский стеньговый флаг вице-адмирала                                     | 05.06.1819 — 16.03.1870 Георгиевский шлюпочный флаг вице-адмирала (см. ниже) |
|                                 | 16.03.1870 — 16.12.1917 | Стеньговый флаг контр-адмирала                                                 | 25.02.1797 — 12.07.1865 Шлюпочный флаг контр-адмирала 1-й дивизии (см. ниже) |
|                                 | 05.06.1819 — 16.12.1917 | Георгиевский стеньговый флаг контр-адмирала                                    | 05.06.1819 — 16.03.1870 Георгиевский шлюпочный флаг контр-адмирала (см. ниже) |
|                                 | 13.01.1720 — 29.12.1732 | Второй адмиральский флаг                                                       | |
| 22.12.1743 — 09.03.1763         | | Второй адмиральский флаг                                                       | |
| 25.05.1804 — 12.07.1865         | Флаг 2-й эскадры |                                                                                | |
| 24.03.1870—1883                 | Кормовой флаг вспомогательных судов | [прояснить]                                                                    | |
| 1883—11(14).06.1907             | Кормовой флаг вспомогательных судов под командой офицера | [прояснить]                                                                    | |
| 11(14).06.1907—1917             | Кормовой флаг транспортных, описных и лоцмейстерских судов и судов гидрографических экспедиций с командой из военнослужащих или состоящих под командой офицера | [ 2 ]                                                                          | |
|                                 | 1883—1907 | Кормовой флаг вспомогательных судов под командованием капитана торгового флота | [ 2 ] |
| 1907—24.04.1912                 | Кормовой флаг транспортных, описных и лоцмейстерских судов и судов гидрографических экспедиций с командой из вольнонаёмных и не состоящих под командой офицера | [ 2 ] [ 6 ]                                                                    | |
| 24.04.1912 — 24.12.1914         | Кормовой флаг плавучих маяков и судов, занятых гидрографическими, описными и лоцмейстерскими работами                                                          | [ 2 ] [ 6 ]                                                                    | |
| 24.12.1914 — 1917               | Кормовой флаг правительственных судов всех ведомств, если личный состав этих судов не состоит на военной службе                                                | [ 2 ]                                                                          | |
|                                 | 13.01.1720 — 25.02.1797 | Второй адмиральский галерный флаг                                              | |
|                                 | 25.02.1797 — 25.05.1804 | Флаг командующего 2-й дивизией                                                 | |
|                                 | 13.01.1720 — 29.12.1732 | Третий адмиральский флаг                                                       | |
| 22.12.1743 — 09.03.1763         | | Третий адмиральский флаг                                                       | |
| 25.05.1804 — 12.07.1865         | Флаг 3-й эскадры | отменён                                                                        | |
|                                 | 13.01.1720 — 25.02.1797 | Третий адмиральский галерный флаг                                              | |
| 26.07.1910 — 16.12.1917         | Кормовой флаг катера лейб-гвардии Кексгольмского Императора Австрийского полка                                                                                 |                                                                                | |
|                                 | 25.02.1797 — 25.05.1804 | Флаг командующего 3-й дивизией                                                 | |

## Шлюпочные флаги адмиралов
| Флаг | Год                     | Наименование                               | Примечание                                                                     |
| ---- | ----------------------- | ------------------------------------------ | ------------------------------------------------------------------------------ |
|      | 17.19.1763 — 25.02.1797 | Шлюпочный флаг генерал-поручика Чернышева  | отменён                                                                        |
|      | 25.02.1797 — 12.07.1865 | Шлюпочный флаг вице-адмирала 1-й дивизии   | 16.03.1870 — 16.12.1917 Стеньговый флаг вице-адмирала (см. выше)               |
|      | 05.06.1819 — 16.03.1870 | Георгиевский шлюпочный флаг вице-адмирала  | 16.03.1870 — 16.12.1917 Георгиевский стеньговый флаг вице-адмирала (см. выше)  |
|      | 25.02.1797 — 12.07.1865 | Шлюпочный флаг контр-адмирала 1-й дивизии  | 16.03.1870 — 16.12.1917 Стеньговый флаг контр-адмирала (см. выше)              |
|      | 05.06.1819 — 16.03.1870 | Георгиевский шлюпочный флаг контр-адмирала | 05.06.1819 — 16.12.1917 Георгиевский стеньговый флаг контр-адмирала (см. выше) |
|      | 25.02.1797 — 25.05.1804 | Шлюпочный флаг вице-адмирала 2-й дивизии   | изменён                                                                        |
|      | 25.05.1804 — 12.07.1865 | Шлюпочный флаг вице-адмирала 2-й эскадры   | отменён                                                                        |
|      | 25.02.1797 — 25.05.1804 | Шлюпочный флаг контр-адмирала 2-й дивизии  | изменён                                                                        |
|      | 25.05.1804 — 12.07.1865 | Шлюпочный флаг контр-адмирала 2-й эскадры  | отменён                                                                        |
|      | 25.02.1797 — 25.05.1804 | Шлюпочный флаг вице-адмирала 3-й дивизии   | изменён                                                                        |
|      | 25.05.1804 — 12.07.1865 | Шлюпочный флаг вице-адмирала 3-й эскадры   | отменён                                                                        |
|      | 25.02.1797 — 25.05.1804 | Шлюпочный флаг контр-адмирала 3-й дивизии  | изменён                                                                        |
|      | 25.05.1804 — 12.07.1865 | Шлюпочный флаг контр-адмирала 3-й эскадры  | отменён                                                                        |

## Флаги высших должностных лиц ВМФ
| Флаг                    | Год | Наименование | Примечание                                                             |
| ----------------------- | --- | --- | ---------------------------------------------------------------------- |
|                         | 16.07.1855 — 12.07.1865 | Флаг главных начальников Приморских областей и главнокомандующих войсками, имеющими под своим начальством морские силы | изменено назначение                                                    |
| 07.12.1903 — 16.12.1917 | Флаг Главнокомандующего флотом или Главнокомандующего войсками, если последний имеет под своим начальством и морскую часть | |                                                                        |
|                         | 20.11.1827 — 12.07.1865 | Флаг начальника Морского штаба                                                                                         | отменён                                                                |
| 18.07.1883 — 29.11.1893 | Флаг главноначальствующего гражданской частью на Кавказе и Одесского и Финляндского генерал-губернаторов                   | отменён |                                                                        |
| 27.08.1884 — 29.11.1893 | Флаг приамурского генерал-губернатора                                                                                      | отменён |                                                                        |
| 03.12.1888 — 29.11.1893 | Флаг туркестанского генерал-губернатора                                                                                    | отменён |                                                                        |
| 07.12.1903 — 16.12.1917 | Флаг командующего флотом                                                                                                   | |                                                                        |
|                         | 07.12.1903 — 16.12.1917 | Георгиевский флаг командующего флотом                                                                                  |                                                                        |
|                         | 20.11.1827 — 15.10.1855 | Флаг морского министра                                                                                                 | переименован                                                           |
| 15.10.1855 — 31.07.1908 | Флаг управляющего морским министерством                                                                                    | изменён статус |                                                                        |
| 05.03.1912 — 07.09.1915 | Флаг товарища морского министра                                                                                            | изменено наименование                                                                                                  |                                                                        |
| 07.09.1915 — 16.12.1917 | Флаг помощника морского министра — начальника Морского генерального штаба                                                  | |                                                                        |
|                         | 31.07.1908 — 20.03.1912 | Флаг морского министра                                                                                                 | отменён                                                                |
|                         | 05.03.1912 — 16.12.1917 | Флаг военного министра                                                                                                 |                                                                        |
|                         | 31.07.1908 — 16.12.1917 | Флаг начальника Морских сил, в состав коих входит линейный флот                                                        |                                                                        |
|                         | 31.07.1908 — 16.12.1917 | Флаг начальника Морских сил в чине вице-адмирала, в составе коих линейного флота не имеется                            |                                                                        |
|                         | 31.07.1908 — 16.12.1917 | Флаг начальника Морских сил в чине контр-адмирала, в составе коих линейного флота не имеется                           |                                                                        |
|                         | 18.03.1829 — 12.07.1865 | Флаг военных губернаторов, имеющих под своей командой морскую часть                                                    | изменён                                                                |
| 30.03.1870 — 05.03.1912 | Флаг генералов военно-сухопутной службы, имеющих под своей командой морскую часть                                          | |                                                                        |
| 05.03.1912 — 16.12.1917 | Флаг начальника Главного морского штаба                                                                                    | |                                                                        |
|                         | Флаг начальника Главного морского штаба                                                                                    | 31.07.1908 — 05.03.1912                                                                                                | отменён                                                                |
| 05.03.1912 — 16.12.1917 | Флаг генералов военно-сухопутной службы, имеющих под своей командой морскую часть                                          | |                                                                        |
|                         | 31.07.1908 — 05.03.1912 | Флаг начальника Морского генерального штаба                                                                            | отменён                                                                |
|                         | 05.03.1912 — 07.09.1915 | Флаг начальника Морского генерального штаба                                                                            | изменено наименование                                                  |
| 07.09.1915 — 16.12.1917 | Флаг помощника морского министра                                                                                           | |                                                                        |
|                         | 23.09.1913 — 16.12.1917 | Флаг командующего морскими силами Балтийского и Чёрного морей и командующего Сибирской флотилией                       | Поднимался только на суше: над домом Главнокомандующего, либо в порту. |

## Флаги иных должностных лиц
| Флаг | Год                     | Наименование                                                                                     | Примечание                                                                            |
| ---- | ----------------------- | ------------------------------------------------------------------------------------------------ | ------------------------------------------------------------------------------------- |
|      | 20.11.1827 — 12.07.1865 | Шлюпочный флаг генерал-интенданта                                                                | отменён                                                                               |
|      | 27.05.1837 — 12.07.1865 | Флаг обер-интенданта Черноморского флота                                                         | отменён                                                                               |
|      | 20.11.1827 — 12.07.1865 | Шлюпочный флаг Капитана над портом                                                               | отменён                                                                               |
|      | 20.11.1827 — 12.07.1865 | Шлюпочный флаг генерал-фельдцехмейстера                                                          | отменён                                                                               |
|      | 27.05.1837 — 12.07.1865 | Флаг начальника артиллерии Черноморского флота и начальников артиллерии в портах                 | отменён                                                                               |
|      | 12.03.1829 — 27.05.1837 | Флаг Генерал-гидрографа Генерального штаба                                                       | 27.05.1837 — 12.07.1865 Флаг судов, для лоции предназначенных (см. ниже)              |
|      | 24.04.1912 — 16.12.1917 | Флаг начальника Главного гидрографического управления                                            |                                                                                       |
|      | 11.08.1831 — 16.12.1917 | Флаг коменданта Санкт-Петербургской крепости                                                     |                                                                                       |
|      | 24.04.1833 — 23.09.1913 | Флаг главных командиров портов                                                                   | отменён                                                                               |
|      | 23.09.1913 — 16.12.1917 | Флаг командующего морскими силами Балтийского и Чёрного морей и командующего Сибирской флотилией | Поднимался только на суше над домом означенных командующих при пребывании их в порту. |
|      | 24.04.1833 — 23.09.1913 | Флаг командира порта                                                                             |                                                                                       |
|      | 23.09.1913 — 16.12.1917 | Флаг главных командиров и командиров портов                                                      |                                                                                       |
|      | 23.09.1913 — 16.12.1917 | Флаг коменданта морской крепости                                                                 |                                                                                       |

## Другие
| Флаг                    | Год                                                     | Наименование                                                        | Примечание                                                                    |
| ----------------------- | ------------------------------------------------------- | ------------------------------------------------------------------- | ----------------------------------------------------------------------------- |
|                         | 27.05.1837 — 12.07.1865                                 | Флаг судов, для лоции предназначенных                               | 12.03.1829 — 27.05.1837 Флаг Генерал-гидрографа Генерального штаба (см. выше) |
|                         | 23.05.1899 — 16.12.1917                                 | Флаг гребных судов 16-го Туркестанского линейно-кадрового батальона |                                                                               |
| 27.11.1899 — 16.12.1917 | Флаг гребных судов 1-й Туркестанской линейной бригады   |                                                                     |                                                                               |
| 03.08.1902 — 16.12.1917 | Флаг катера Выборгского крепостного пехотного батальона |                                                                     |                                                                               |
|                         | 31.01.1828 — 27.05.1837                                 | Флаг для лоции                                                      | Якорь не изображали                                                           |